# أليخاندرو راسيل
أليخاندرو راسيل (بالإنجليزية: Alex Russell)‏ هو فلاح ولاعب غولف أسترالي، ولد في 4 يونيو 1892، وتوفي في 22 نوفمبر 1961 في هايدلبرغ في ألمانيا.